# Reina dels prats
La ulmària o reina dels prats (Filipendula ulmaria) és una planta amb flor, de la família de les rosàcies.

## Altres noms
La ulmària també és coneguda amb noms com brosta, orgull dels prats, senyora dels prats, barba de cabra, herba blanca, herba del brillant, herba del pobre home, menta de la ribera i herba foradada. El nom genèric ve de filum que significa "fil", i pendulus que significa "penjant". Es diu que el nom descriu els tubercles d'arrel que pengen característicament sobre el gènere, en arrels fibroses.

## Ecologia
La reina dels prats és una planta comuna a tot Europa, a excepció del litoral mediterrani, a l'oest Asiàtic i al nord d'Amèrica.
A Catalunya es troba al Pirineu, al Prepirineu i a territoris propers. Molt localment
al Montseny i a la Selva.
Creix als llocs humits: costats dels rius, barrancs, praderes inundables..., entre 10 i 1.500 m d'altura. Floreix durant els mesos d'estiu; de juny a setembre.

### Requeriments ecològics
- Llum: Creix a plena llum tot i que suporta l'ombra.
- Temperatura: Calor moderat. Pis muntanyès principalment.
- Continentalitat: Intermèdia.
- Humitat: Sòls humits o molt humits; indicadora d'humitat.
- Acidesa: Sòls dèbilment àcids; pH 4.5-7.5.
- Nitrogen: Principalment sòls rics; indicadora de riquesa de nutrients.

## Descripció morfològica
És una espècie herbàcia vivaç, de 50 a 200 cm d'alçada. L'arrel és fasciculada i la tija és erecta, i pot ser simple o estar ramificada en la part superior. En la part inferior és llenyosa. Sol ser glabre, encara que a vegades presenta pèls distribuïts per tota la seva superfície.
Presenta fulles compostes imparipinnades amb una disposició alternada i una inserció a la tija peciolada o sèssil. Els folíols són ovals, amb la base arrodonida, els marges dentats o biserrats, verds foscos i glabres pel feix, i grisos o blancs i pubescents en el revés. Aquests poden ser de dues mides, uns grans i els altres més petits, i es van intercalant. Les flors són petites i blanquinoses amb una simetria actinomorfa. Estan disposades en cims compostos; cims paniculiformes.
El calze es forma per 5-6 sèpals triangulars i punxeguts, d'1 mm de llarg i fusionats al receptacle en la base. El periant està format per una corol·la dialipètala i per un calze dialisèpal. La corol·la està constituïda per 5-6 pètals blanc groguencs, ovats, estrets i curts, de 2-5 mm de longitud. L'ovari és súper, glabre o hirsut, amb un estil d'1mm i un estigma aixafat. El receptacle és còncau-pla. L'androceu està format per molts estams exserts lliures (que no estant soldats entre ells) disposats de forma desordenada.
El fruit és simple indehiscent sec del tipus aqueni. Té forma allargada i enrotllada sobre ell mateix, està format per cinc de més petits, contenint cada un en el seu interior una sola llavor que inclús a l'arribar a la maduració continua tancada.
Les fulles tenen una olor característica i agradable d'ametlles.

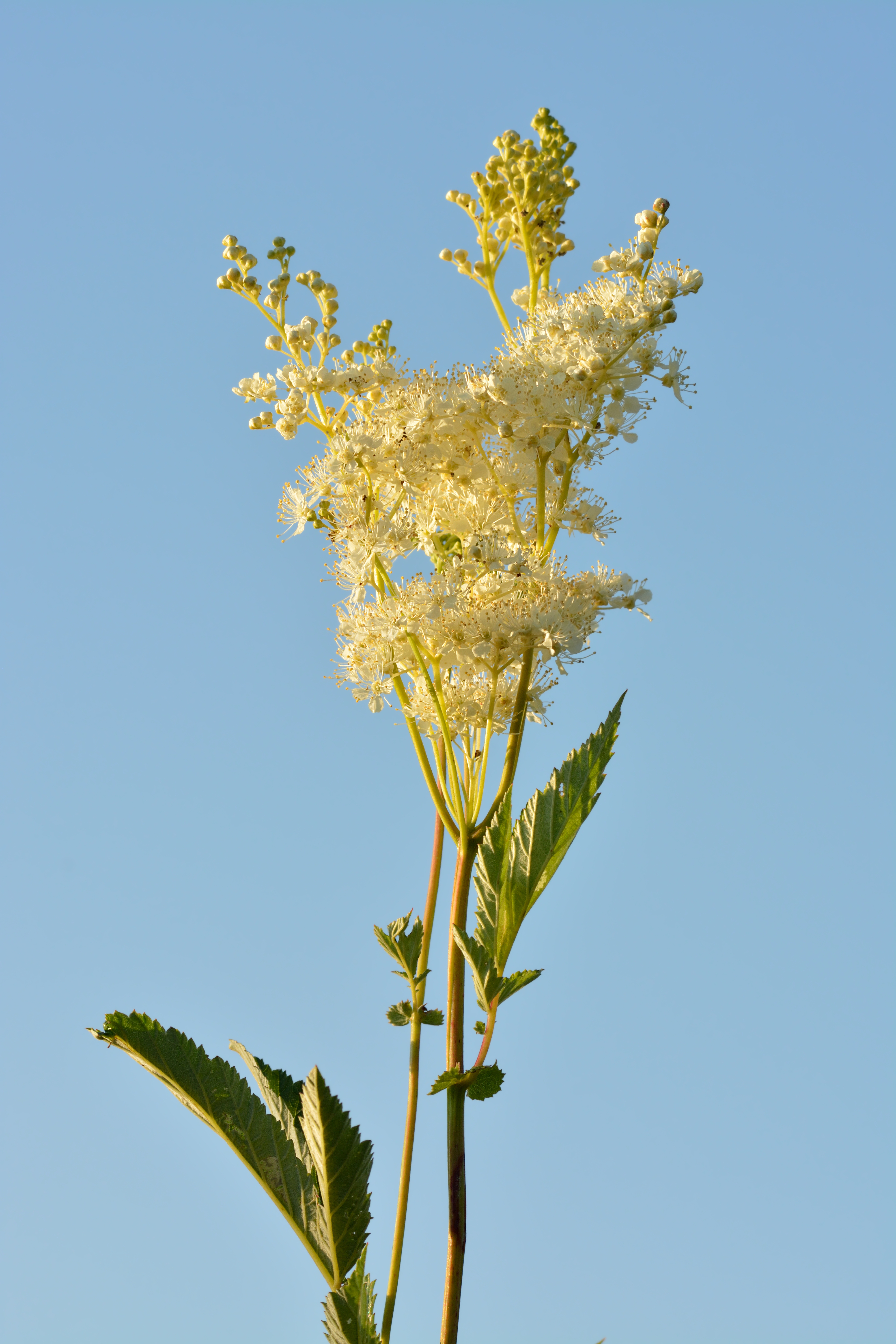
Inflorescència

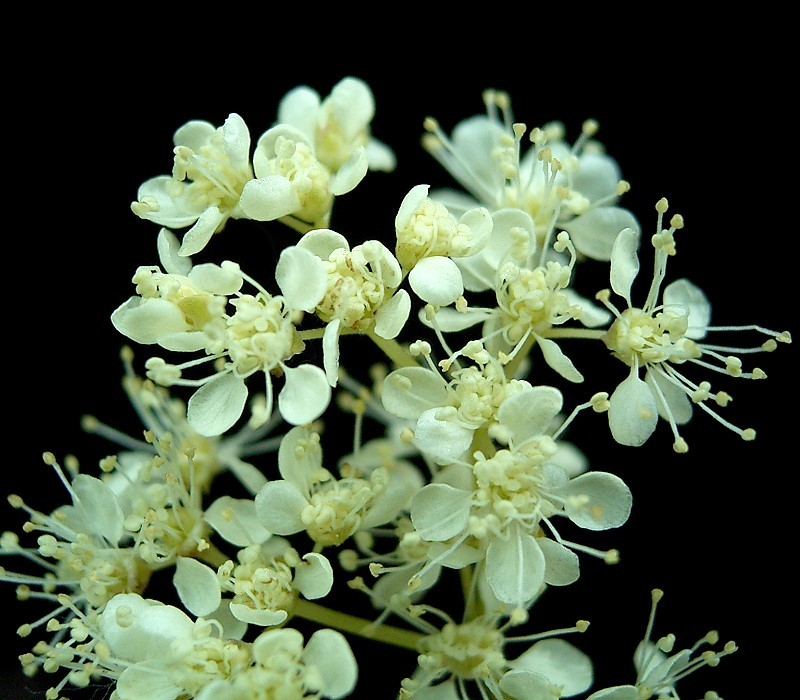
Flors

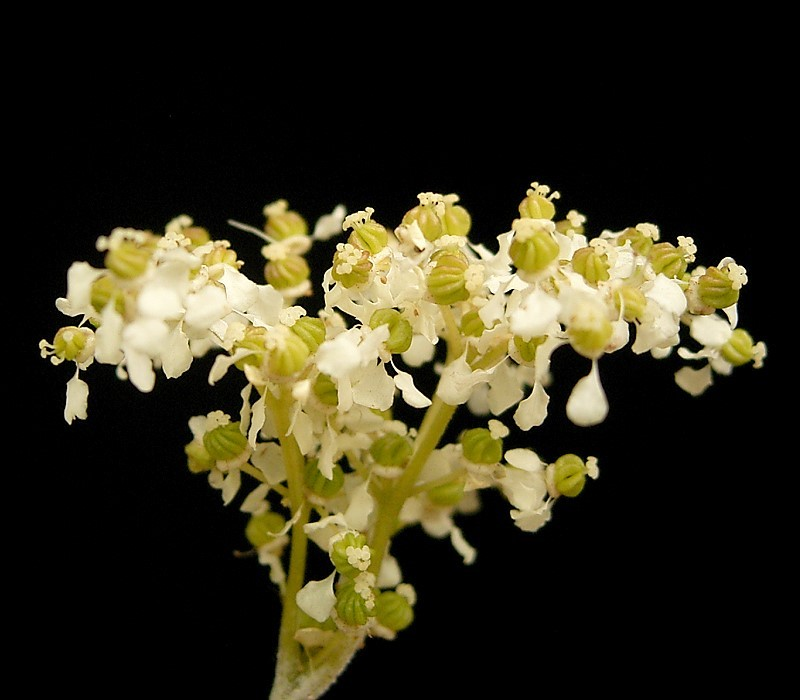
Fruits

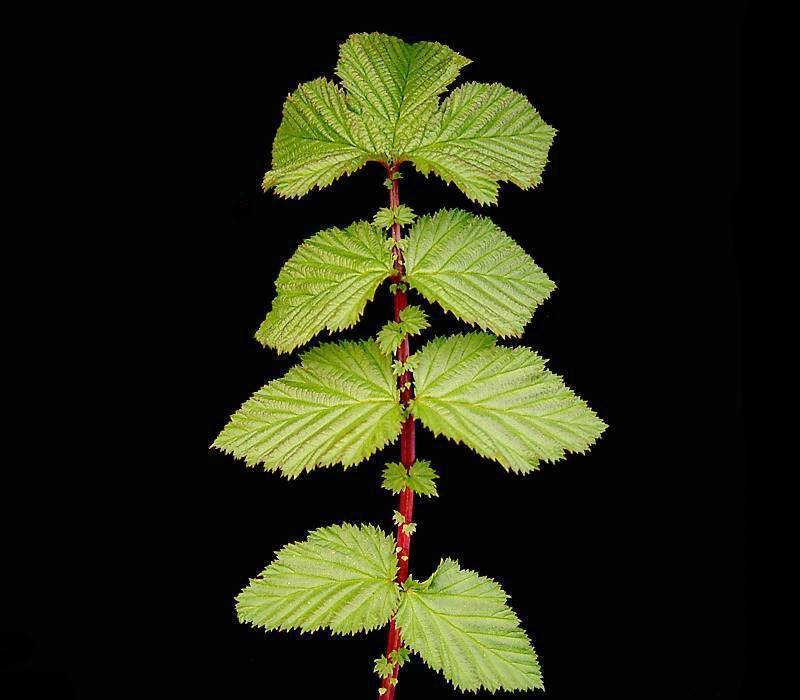
Fulles

## Part utilitzada
S'utilitza la summitat florida.

## Principis actius
Derivats flavònics: espireòsid (glucòsid de quercerol), monotropòsid (desdoblable en primaveròsid i salicilat de metil). Tanins gàlics. Petites quantitats d'oli essencial: salicilaldehid, anisaldehid.

## Farmacologia

### Composició química
- Oli essencial (0,2%). És format per àcids fenolítics derivats de l'àcid benzoic. Els principals són el monotropitòsid i l'espireòsid, que per hidròlisi donen salicilat de metil i aldehid salicílic respectivament.
- Flavonoides. Apareix espireòsid, heteròsids de kaempferol, hiperòsid i rutina.
- Antocians
- Tanins. Apareixen tanins elàgics.

### Usos medicinals
Usos aprovats per la Comissió E del Ministeri de Sanitat alemany:
- Febre
- Trastorns respiratoris associats a una poca fluïdesa de les secrecions bronquials, com tos seca o bronquitis
- refredat comú.

Usos tradicionals:
- Artritis, artràlgia i altres processos dolorosos d'origen inflamatori com gota.
- Cefalàlgia
- Oligúria i edema

### Accions farmacològiques (indicacions)
- Antiinflamatori: Els derivats salicilats que conté inhibeixen la síntesi de prostaglandines per inactivació irreversible de la COX-1. L'efecte antiinflamatori es manifesta principalment en les fases inicials de la inflamació.
- Analgèsic:. Els derivats salicilats produeixen analgèsia en actuar a nivell central sobre l'hipotàlem i a nivell perifèric bloquejant la generació d'impulsos dolorosos, mitjançant el bloqueig de la síntesi de prostaglandines intervinguda per la inhibició de la ciclooxigenasa.
- Antipirètic: Els derivats salicilats redueixen la temperatura anormalment elevada quan actuen sobre el centre termoregulador de l'hipotàlem produint vasodilatació perifèrica. La vasodilatació augmenta la sudoració i, per tant, la pèrdua de calor. No disminueixen la temperatura normal.

### Contraindicacions
- Hipersensibilitat als salicilats
- Abstenir-se de prescriure extractes concentrats d'ulmària en cas d'úlceres gastroduodenals, hemorràgies actives o quan se segueixin tractaments amb anticoagulants o hemostàtics.
- No prescriure formes de dosificació orals amb contingut alcohòlic a nens menors de dos anys ni a consultants en procés de deshabituació etílica.

### Toxicitat
Rere la ingesta de grans quantitats de ulmaris, es pot produir un quadre caracteritzat per nàusees, vòmits hiperacidesa gàstrica o hemorràgia digestiva. En els casos més greus es pot produir acidosi metabòlica. La ulmaris no sol donar lloc a reaccions més greus.
El tractament serà simptomàtic, amb les mesures generals d'eliminació, entre les quals podem seguir el rentat gàstric, administració de carbó activat, emesis forçada. S'aconsella hidratar adequadament als pacients. En pacients amb acidosis, es podrà administrar hidrogencarbonat de sodi. En cas de sobredosi o ingestió accidental, acudir a un centre mèdic o consultar al Servei d'Informació Toxicològica, indicant el producte i la quantitat ingerida.

## Observacions

### Història
A partir de l'oxidació de l'aldehid salicílic (component principal de la Reina dels Prats) es va descobrir l'àcid salicílic el 1838, que a la vegada va originar el descobriment de l'àcid acetilsalicílic el 1853. Aquest últim, conegut com a Aspirina, es va tornar un dels medicaments més famosos i utilitzats al món des de fa més d'un segle. El seu nom precisament deriva del nom llatí de la reina dels prats: spiraea.

### Cultiu
Per cultivar la Reina dels Prats és convenient triar un racó humit i que tingui un terreny ric en humus per tal que aquesta humitat es retingui. Aquest terreny però hauria de disposar d'un bon drenatge. El lloc ha de ser assolellat o ombrejat i fresc. L'època més adient és a la primavera o a l'estiu i es fa mitjançant llavors o per divisió. Un cop plantada necessita un rec abundant.

### Comestibilitat
S'utilitza la rel cuinada i les fulles joves per afegir a les sopes. També, les fulles joves, flors i rels s'empren per fer infusions i les flors, a més a més, per begudes alcohòliques.

### El fruit, és un aqueni o un pol·lifolicle?
La ciència encara no ha arribat a un consens i el fruit de la Reina dels Prats pot ésser considerat un aqueni o un pol·lifolicle. Molts autors diuen que es tracta d'un aqueni molt especial.